# Thalia Tran
Thalia Tran (Newport Beach, 20 mei 2006) is een Amerikaans actrice. Ze speelde in diverse films en series, waaronder Raya and the Last Dragon, Station 19 en Avatar: The Last Airbender.

## Carrière
Tran maakte in maart 2016 haar acteerdebuut in de online-serie Tiny Feminists waar ze de rol van Linda vertolkte. Hierna volgde de rol van Sadie in de televisieserie Hotel Du Loone voordat ze in april 2019 haar debuut maakte op het grote scherm, in de bioscoopfilm Little.
Tran was vervolgens in 2020 te zien in de NBC-serie Council of Dads en de Disney Channel-serie Sydney to the Max. Het jaar daarop, in maart 2021, was ze te horen als het personage Kleine Noi in de Disney-film Raya and the Last Dragon.
Sinds februari 2024 vertolkt ze de rol van Mai in de Netflix-serie Avatar: The Last Airbender.

## Filmografie

### Film
- 2019: Little, als Raina
- 2021: Raya and the Last Dragon, als Kleine Noi (stemrol)

### Televisie
- 2016: Tiny Feminists, als Linda
- 2018: Hotel Du Loone, als Sadie
- 2020: Council of Dads, als Charlotte Perry
- 2020: Sydney to the Max, als Suzi Harrison
- 2022: Station 19, als Maddy
- 2024-heden: Avatar: The Last Airbender, als Mai